# ثابت مادلونگ
ثابت مادلانگ (به انگلیسی: Madelung constant) میزان انرژی الکترواستاتیک اتم/مولکول‌های یک بلور را در مقایسه با همان تعداد اتم/مولکول مجزا از هم نشان می‌دهد.